# Florentynów (gromada)
Florentynów – dawna gromada, czyli najmniejsza jednostka podziału terytorialnego Polskiej Rzeczypospolitej Ludowej w latach 1954–1972.
Gromady, z gromadzkimi radami narodowymi (GRN) jako organami władzy najniższego stopnia na wsi, funkcjonowały od reformy reorganizującej administrację wiejską przeprowadzonej jesienią 1954 do momentu ich zniesienia z dniem 1 stycznia 1973, tym samym wypierając organizację gminną w latach 1954–1972.
Gromadę Florentynów siedzibą GRN we Florentynowie utworzono – jako jedną z 8759 gromad na obszarze Polski – w powiecie łęczyckim w woj. łódzkim, na mocy uchwały nr 32/54 WRN w Łodzi z dnia 4 października 1954. W skład jednostki weszły obszary dotychczasowych gromad Bardzynin i Huta Bardzyńska ze zniesionej gminy Dalików oraz obszary dotychczasowych gromad Nowe Młyny i Florentynów, a także kolonia Ignacew Folwarczny i kolonia Gołaszyny z dotychczasowej gromady Ignacew, kolonia Ignacew Podleśny z dotychczasowej gromady Ignacew Rozlazły oraz wieś Nowa Jerozlima z dotychczasowej gromady Mikołajew ze zniesionej gminy Parzęczew w tymże powiecie. Dla gromady ustalono 10 członków gromadzkiej rady narodowej.
1 stycznia 1958 z gromady Florentynów wyłączono wieś i kolonię Bardzynin oraz wsie Ostrów, Witów, Włodzimierzów, Karolinów i Emilianów, włączając je do gromady Dalików w powiecie poddębickim.
1 stycznia 1959 z gromady Florentynów wyłączono wsie Huta Bardzyńska, Eufemia, Simonia i Rozynów oraz kolonię Rozynów – włączając je do gromady Dalików w powiecie poddębickim, po czym gromadę Florentynów zniesiono, a jej (pozostały) obszar włączono do gromad: Chociszew (kolonię Nowa Jerozolima, wieś Nowe Młyny, wieś Sokola Góra, wieś Mariampol, osadę Smolarnia, wieś Florentynów, wieś Anastazew i wieś Gortatów) i Parzęczew (kolonię Gołaszyny, wieś Ignacew Folwarczny i wieś Ignacew Podleśny) w powiecie łęczyckim.